# Menedzsment
A menedzsment egy vagy több személy által végzett folyamat, mely mások tevékenységének koordinálására, a különböző erőforrások tervezésére, szervezésére, irányítására és összehangolására irányul a szervezet céljainak sikeres és hatékony elérése érdekében.

## Irányzatok, iskolák

### Leíró iskola
Visszatekintés az ókori építkezésre, hadvezetésre, kormányzásra és önkormányzásra, a középkori uralkodásra, az újkori iparra, közlekedésre és hadászatra. Mindezek jellemzőinek, tapasztalatainak rendszerezése, leírása.

### Klasszikus korszak
- Tudományos irányzat

A szabványosított technológia, messzemenő munkamegosztás, a fizikai és a szellemi munka szétválasztása, és a funkcionális vezetés elve jellemez. A tudományos irányzat, mint racionálás jelenik meg. Fő képviselője: Frederick Winslow Taylor
- Elméleti iskola

A vállalati és a vezetési funkciók bölcsője, főleg Henri Fayol, Max Weber és Henry Ford munkáiban jelenik meg.

### Emberközpontú irányzatok
- Emberi viszonyok tana (Elton Mayo, Mary Parker Follett, Douglas McGregor)

Az emberarcúság, a pszichológia térnyerése az elidegenedés ellensúlyozása.
- Szervezeti magatartástudomány (S.Freud, Kurt Lewin, Chester Barnard, Herbert Simon)

### Integrációs szemléletű irányzatok
- Rendszerelmélet
- Tranzakciós költségelmélet
- Kontingencia vagy szituációelmélet
- Technológiai iskola
- Nagyság iskolája
- Külső környezet iskola
- Erőforrás-függés elmélet
- Intézményi elmélet